# Motowski-Bucht
Die Motowski-Bucht (russisch Мотовский залив) ist eine Meeresbucht im Nordwesten von Russland.
Sie ist ein Teil der Barentssee und trennt die Fischerhalbinsel vom Festland. Das westliche Ende der Bucht ist 40 km von der westlich gelegenen Grenze zu Norwegen entfernt. Nahe dem Westende der Bucht mündet der Fluss Titowka von Süden her kommend in die Bucht.
Im Zweiten Weltkrieg war die Motowski-Bucht zeitweise Kriegsschauplatz der Nord-Ost-Front.
In der Zeit des Kalten Krieges hatte die Bucht für die sowjetische Nordflotte eine hohe  Bedeutung. Im Fjord Sapadnaja Liza entstand eine Reihe von Marinestützpunkten für Atom-U-Boote. Die Motowski-Bucht ist durch Radioaktivität spürbar belastet.